# 雅江点地梅
雅江点地梅（学名：Androsace yargongensis）为报春花科点地梅属下的一个种。

## 扩展阅读
- 維基物種上的相關：雅江点地梅